# Mężczyzna, który kochał kobiety (film 1983)
Mężczyzna, który kochał kobiety (ang. The Man Who Loved Women) – amerykańska komedia z 1983 roku w reżyserii Blake’a Edwardsa. Wyprodukowany przez Columbia Pictures. Jest to remake francuskiego filmu z 1977 roku L'Homme qui aimait les femmes.
Światowa premiera filmu miała miejsce 16 grudnia 1983 roku.

## Fabuła
Film opisuje historię Davida Fowlera, mieszkającego w Los Angeles rzeźbiarza, który nie potrafił się oprzeć żadnej kobiecie. O Davidzie i jego związkach z kobietami opowiada jego terapeutka, doktor psychiatrii Marianna.

## Obsada
- Burt Reynolds jako David Fowler
- Julie Andrews jako Marianna
- Kim Basinger jako Louise
- Marilu Henner jako Agnes
- Cynthia Sikes jako Courtney
- Jennifer Edwards jako Nancy
- Sela Ward jakoJanet
- Ellen Bauer jako Svetlana
- Denise Crosby jako Enid
- Tracy Vaccaro jako Legs
- Barry Corbin jako Roy
- Roger Rose jako sierżant Stone